# Burg Neu-Ems

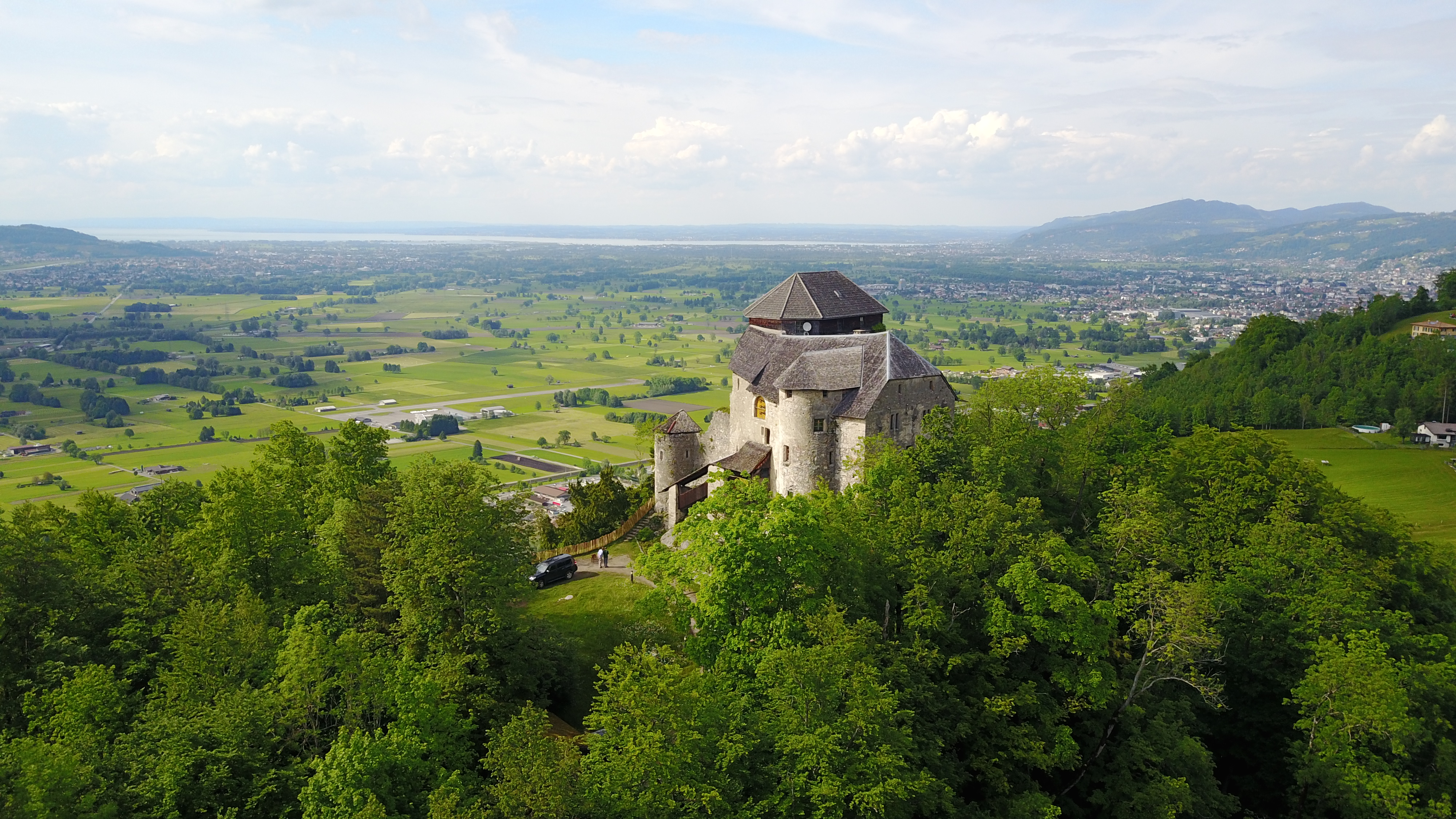
Schloss Glopper

Die Burg Neu-Ems, auch „Schloss Glopper“ oder im Volksmund „Glopper“ genannt, ist eine mittelalterliche Höhenburganlage in der vorarlbergischen Stadt Hohenems.

## Geschichte
Die Anlage war eine Burg des Adels- und Rittergeschlechts der Herren von Ems.
1343 erbaute Ritter Ulrich I. von Ems mit Genehmigung Kaiser Ludwigs des Bayern auf dem Bergrücken des Rheintales in Emsreute, nahe seiner Feste Alt-Ems eine neue Burg, um seiner vielköpfigen Familie in unruhiger Zeit einen festen Hort zu schaffen.
1407 im Appenzellerkrieg wurde die Burg der einstigen Grafen von Hohenems erstmals zerstört und gleich wieder aufgebaut.
1603 wurde eine Kapelle im Erdgeschoß eingerichtet, von der heute bis auf zwei Spitzbogenfenster in der Nordwand keine Reste mehr erhalten sind.
Der frühere Flügelaltar dieser Kapelle (Antwerpener Meister, um 1515–1520) ist seit 1835 im Tiroler Landesmuseum.
Seit 1843 befindet sich dieses außergewöhnlich einheitliche Bauensemble aus kleinräumiger Hochburg mit bergfriedartigem Bollwerk, angebautem Palas und tiefer gelegener Vorburg in Privatbesitz der Familie Waldburg-Zeil-Hohenems.